# Аргентина на летних Олимпийских играх 1924
Аргентина принимала участие в Летних Олимпийских играх 1924 года в Париже (Франция) в пятый раз за свою историю, и завоевала две бронзовые, три серебряных и одну золотую медали.
| Медаль  | Спортсмен                                                                | Вид спорта      | Дисциплина              |
| ------- | ------------------------------------------------------------------------ | --------------- | ----------------------- |
| Золото  | Гильермо Брук Нейлор Артуро Кенни Хуан Майлс Хуан Нельсон Энрике Падилья | Поло            | Мужчины                 |
| Серебро | Альфредо Копельо                                                         | Бокс            | До 61,2 кг              |
| Серебро | Эктор Мендес                                                             | Бокс            | До 66,7 кг              |
| Серебро | Луис Брунетто                                                            | Лёгкая атлетика | Мужчины, тройной прыжок |
| Бронза  | Педро Квартуччи                                                          | Бокс            | До 57,2 кг              |
| Бронза  | Альфредо Порсио                                                          | Бокс            | Свыше 79,4 кг           |

## Результаты соревнований

### Бокс
Спортсменов — 11
| Спортсмен        | Категория     | 1/16                                 | 1/8                                 | Четвертьфиналы                        | Полуфиналы                        | Финал                                | Место |
| Спортсмен        | Категория     | Соперник Результат                   | Соперник Результат                  | Соперник Результат                    | Соперник Результат                | Соперник Результат                   | Место |
| ---------------- | ------------- | ------------------------------------ | ----------------------------------- | ------------------------------------- | --------------------------------- | ------------------------------------ | ----- |
| Висенте Катада   | до 50,8 кг    |                                      | Рэймонд Фи (USA) Пор. 16 июля       | Завершил выступление                  | Завершил выступление              | Завершил выступление                 |       |
| Бенито Пертуццо  | до 53,5 кг    | Армандо Риккьярди (ITA) Поб. 15 июля | Роберт Хиллиард (IRL) Поб. 16 июля  | Сальваторе Триполи (USA) Пор. 18 июля | Завершил выступление              | Завершил выступление                 |       |
| Педро Квартуччи  | до 57,2 кг    | Анри Штукман (FRA) Поб. 15 июля      | Артур Бивис (GBR) Поб. 16 июля      | Марсель Депонт (FRA) Поб. 18 июля     | Джеки Филдс (USA) Пор. 19 июля    | Жан Девернье (BEL) Поб. 20 июля      |       |
| Марио Райли      | до 61,2 кг    | Висенте Вальдеро (ESP) Пор. 16 июля  | Завершил выступление                | Завершил выступление                  | Завершил выступление              | Завершил выступление                 |       |
| Альфредо Копельо | до 61,2 кг    | Уолтер Уайт (GBR) Поб. 16 июля       | Луиджи Марфут (ITA) Поб. 17 июля    | Бен Ротуэлл (USA) Поб. 18 июля        | Жан Толай (FRA) Поб. 19 июля      | Ханс Якоб Нильсен (DAN) Пор. 20 июля |       |
| Эктор Мендес     | до 66,7 кг    | Валтер Палм (EST) Поб. 15 июля       | Андреас Петерсен (DAN) Поб. 17 июля | Эл Мелло (USA) Поб. 18 июля           | Патрик Дуайер (IRL) Поб. 19 июля  | Жан Деларж (BEL) Пор. 20 июля        |       |
| Мануэль Гальярдо | до 72,6 кг    |                                      | Роже Бруссе (FRA) Пор. 17 июля      | Завершил выступление                  | Завершил выступление              | Завершил выступление                 |       |
| Артуро Родригес  | до 79,4 кг    | Тюге Петерсен (DAN) Пор. 16 июля     | Завершил выступление                | Завершил выступление                  | Завершил выступление              | Завершил выступление                 |       |
| Альфредо Порсио  | свыше 79,4 кг |                                      | Шарль Пегийан (FRA) Поб. 16 июля    | Эд Грейтхаус (USA) Поб. 18 июля       | Отто фон Порат (NOR) Пор. 19 июля | Хенк де Бест (NED) Поб. 20 июля      |       |